# Río Tsusjvadzh
El río Tsusjvadzh o Tsusjvadzhe (del ruso: Цусхвадж, Цусхваджe) es un corto río del distrito de Lázarevskoye de la unidad municipal de la ciudad-balneario de Sochi del krai de Krasnodar de Rusia.

## Curso
Tiene una longitud de 15 km y una cuenca de 34.7 km². Nace las estribaciones más occidentales del Cáucaso, en las primeras cordilleras desde el mar, en la ladera noroeste del monte Shemsi (1108 m, cordillera Bachko) y discurre durante su curso alto en dirección predominantemente noroeste, trazando una curva que lo redirige hacia el suroeste, mientras recoge por su orilla derecha diversos afluentes de la cordilleta Solonitski que separa su valle del valle del río Psezuapsé. Hacia la mitad de su curso discurre durante unos 2 km en dirección oeste, pero tras recibir a su principal afluente por la orilla derecha, vuelve a la dirección suroeste, que predominará hasta recibir cerca del fin del cauce las aguas de su principal afluente por la izquierda, el arroyo Chudo-Krasotka, y más allá, hasta su desembocadura en Solonikí en el mar Negro.

## Historia
En su valle y en el de sus afluentes hay numerosos dólmenes. 

## Turismo
Las cascadas de su valle son un objeto turístico.